# Острво мачака (Бахаме)
Острво мачака је шесто по величини од Бахамских острва. Налази се између Ељутере и Дугог острва. Име је добило, највероватније, по гусару Артуру Кету (Cat - мачка), који је боравио овде. 
И поред предивне околине, вегетације и плажа, острво има слабо развијен туризам и није посећено као остала. Ипак, за оне који залутају овде, права атракција биће свакако роњење и пловидба бродом. Клима је на Острву мачака јако угодна: зими око 17 °C, лети до 26 °C. 
На овом острву, налази се планина Алверна, са највишом висинском тачком на Бахамама од 65 m. На падини се може видети манастир Хермитаж, још једна туристичка атракција.